# Zahlungsinstitut
Zahlungsinstitute sind Unternehmen, die gewerbsmäßig oder in einem Umfang, der einen in kaufmännischer Weise eingerichteten Geschäftsbetrieb erfordert, Zahlungsdienste erbringen.
E-Geld-Institute sind Unternehmen, die das E-Geld-Geschäft betreiben.

## Überblick
Artikel 1 des Zahlungsdiensteumsetzungsgesetzes, das „Gesetz über die Beaufsichtigung von Zahlungsdiensten“ (Zahlungsdiensteaufsichtsgesetz – ZAG), sieht für die neue Institutskategorie der Zahlungsinstitute (Nicht-Banken, die bestimmte Zahlungsdienste anbieten) ein spezifisches Erlaubnisverfahren und besondere Regelungen für eine laufende Aufsicht vor, deren Einhaltung durch die Bundesanstalt für Finanzdienstleistungsaufsicht in Zusammenarbeit mit der Deutschen Bundesbank sichergestellt werden sollen. Die neuen Regelungen sind am 31. Oktober 2009 in Kraft getreten. Darüber hinaus umfasst das ZAG seit dem 30. April 2011 auch die aufsichtsrechtlichen Vorgaben für E-Geld-Institute, die auf Grund der Vorgaben der Zweiten-E-Geld-Richtlinie in nationales Recht umzusetzen waren.

## Einzelne Regelungen im Überblick
Nach § 1 Abs. 2a ZAG sind „Institute“ im Sinne des ZAG sowohl Zahlungsinstitute als auch E-Geld-Institute. Nach dem Vorbild des § 1 Absatz 1b des Kreditwesengesetzes, der für die Zwecke des Kreditwesengesetzes Kreditinstitute und Finanzdienstleistungsinstitute zu Instituten zusammenfasst, hielt der Gesetzgeber es für sinnvoll, auch für die Zwecke des ZAG eine gemeinsame Kategorie eines „Instituts“ von Zahlungsinstituten und E-Geld-Instituten zu bilden. Dieser Institutsbegriff ist nur auf das ZAG zugeschnitten und umfasst lediglich Zahlungsinstitute und E-Geld-Institute. Die große Mehrzahl der Vorschriften des Zahlungsdiensteaufsichtsgesetzes richtet sich an beide Typen von Instituten.
Einlagenkreditinstitute, auch wenn sie Zahlungsdienste erbringen oder das E-Geld-Geschäft betreiben, zählen weder zu den Zahlungsinstituten noch zu den E-Geld-Instituten. Für sie gelten die besonderen Regelungen des ZAG daher grundsätzlich nicht. Auch bedürfen Einlagenkreditinstitute, die eine Banklizenz besitzen, keiner gesonderten Lizenz für die Erbringung von Zahlungsdiensten oder das Betreiben des E-Geld-Geschäfts.
Zu den Zahlungsdiensten gehören die in § 1 Abs. 2 ZAG aufgeführten Dienstleistungen, darunter das Auszahlungs-, das Lastschrift-, das Überweisungs-, das Zahlungskarten-, das Zahlungsauthentifizierungs-, das digitalisierte Zahlungs- und das Finanztransfergeschäft.

## E-Geld-Geschäft
Dieses ist nach § 1a Abs. 2 ZAG die Ausgabe von E-Geld. E-Geld wird nach § 1a Abs. 3 ZAG definiert als jeder elektronisch, darunter auch magnetisch, gespeicherte monetäre Wert in Form einer Forderung gegenüber dem Emittenten, der gegen Zahlung eines Geldbetrages ausgestellt wird, um damit Zahlungsvorgänge im Sinne des § 675f Absatz 3 Satz 1 des Bürgerlichen Gesetzbuchs durchzuführen, und der auch von anderen natürlichen oder juristischen Personen als dem Emittenten angenommen wird.
Der Begriff „E-Geld“ wird in der Zweiten E-Geld-Richtlinie wie auch in der nationalen Umsetzung technisch neutral definiert. Er soll alle Fälle abdecken, in denen ein Zahlungsdienstleister geldwerte Einheiten gegen Vorauszahlung bereitstellt, die für Zahlungen verwendet werden können, da sie von Dritten als Zahlung akzeptiert werden (vgl. Erwägungsgrund 7 der Zweiten E-Geld-Richtlinie). Elektronisches Geld im Sinne dieses Gesetzes wird, so gibt es die Definition in der Richtlinie vor, nur im Austausch gegen gesetzliche Zahlungsmittel geschaffen. Die Definition umfasst dabei – wie bisher auch – elektronisches Geld, das sich auf einem Datenträger im Besitz des E-Geld-Inhabers befindet oder auf einem Server gespeichert ist und vom E-Geld-Inhaber über ein spezifisches Zahlungskonto für E-Geld verwaltet wird (vgl. Erwägungsgrund 8 der Zweiten E-Geld-Richtlinie). Es ist stets eine Frage des Einzelfalles und des jeweiligen E-Geld-Produkts, ob tatsächlich ein Zahlungskonto für die Verbuchung von E-Geld geführt wird oder nicht. E-Geld-Produkte werden am Markt sowohl kontoungebunden als auch kontogebunden angeboten. Die Definition des „E-Gelds“ ist so konzipiert, dass technologische Innovationen nicht behindert und nicht nur alle schon am Markt verfügbaren E-Geld-Produkte, sondern auch solche Produkte erfasst werden, die möglicherweise erst in Zukunft entwickelt werden.
Als Zahlungsmittel bestimmte Werteinheiten, die in Barter-Clubs, privaten Tauschringen oder anderen Zahlungssystemen gegen realwirtschaftliche Leistungen, Warenlieferungen oder Dienstleistungen geschöpft werden, bleiben dagegen unberücksichtigt, auch wenn sie wirtschaftlich die gleiche Funktion wie elektronisches Geld im Sinne der Richtlinie haben und unter Geldschöpfungsgesichtspunkten ein vergleichbares Potential haben. So hatte es bereits die Erste E-Geld-Richtlinie und ihre Umsetzung im KWG geregelt.
Über die Erbringung von Zahlungsdiensten oder dem E-Geld-Geschäft hinaus ist Zahlungsinstituten nach § 8 Abs. 2 ZAG und E-Geld-Instituten nach § 8a Abs. 2 ZAG auch das Anbieten betrieblicher und eng verbundener Nebendienstleistungen gestattet. E-Geld-Institute dürfen nach § 8a Abs. 2 Nummer 1 ZAG auch Zahlungsdienste im Sinne des § 1 Abs. 2 ZAG erbringen, wohingegen Zahlungsinstitute zum Betreiben des E-Geld-Geschäfts nicht berechtigt sind.

### Abgrenzung
Keine Zahlungsdienste sind nach § 1 Abs. 10 ZAG u. a. der Scheck- und Wechselverkehr, der gewerbsmäßige Transport von Banknoten und Münzen, Zahlungsvorgänge, die innerhalb eines Zahlungs- oder Wertpapierabwicklungssystems abgewickelt werden, Zahlungsvorgänge im Zusammenhang mit der Bedienung von Wertpapieranlagen, Dienste, die von technischen Dienstleistern erbracht werden, die zwar zur Erbringung der Zahlungsdienste beitragen, jedoch zu keiner Zeit in den Besitz der zu übermittelnden Geldbeträge gelangen, Zahlungsvorgänge, die von Zahlungsdienstleistern untereinander auf eigene Rechnung oder von ihren Agenten oder Zweigniederlassungen untereinander auf eigene Rechnung ausgeführt werden sowie Zahlungsvorgänge innerhalb eines Konzerns und einer kreditwirtschaftlichen Verbundgruppe.
Kein E-Geld-Geschäft ist nach § 1a Abs. 5 ZAG ein monetärer Wert, der auf Instrumenten im Sinne des § 1 Absatz 10 Nummer 10 ZAG gespeichert ist oder der für Zahlungsvorgänge nach § 1 Abs. 10 Nummer 11 ZAG eingesetzt wird.
Die erste Ausnahme betrifft Zahlungsmittel, die nur für Einkäufe oder die Inanspruchnahme von Dienstleistungen in den Geschäftsräumen der ausgebenden Stelle eingesetzt werden können. Die Bereichsausnahme deckt den Fall ab, dass ein Kaufhaus einzelne Verkaufsflächen innerhalb seines Gebäudes an andere Einzelhändler vermietet, z. B. für den Verkauf von Tabakwaren, Schmuck oder anderen Luxusartikeln. Dem Kunden ist in der Regel gar nicht klar, dass Verkäufer dieser Waren nicht das Kaufhaus selbst, sondern ein anderer Einzelhändler ist. Gibt das Kaufhaus jetzt vorausbezahlte Karten aus, auf denen Werteinheiten gespeichert sind, die aufgrund entsprechender Rahmenvereinbarungen auch von anderen Einzelhändlern innerhalb des Gebäudes als Zahlungsmittel angenommen werden, ist diese Art von elektronischem Geld von den Bestimmungen dieses Gesetzes freigestellt; dieses Gesetz kommt also auf die Ausgabe und die Verwaltung dieser Zahlungsmittel nicht zur Anwendung. Je nach Lage des Falles kann die Annahme solcher Gelder jedoch als Einlagengeschäft im Sinne von § 1 Absatz 1 Satz 2 Nummer 1 Kreditwesengesetz (KWG) zu werten sein, das grundsätzlich nach § 32 Absatz 1 KWG unter Erlaubnisvorbehalt steht und unter den Voraussetzungen des § 3 Nummer 3 KWG sogar ohne die Möglichkeit eines Dispenses verboten ist; greift eine der sachlichen Bereichsausnahmen des Absatz 5, findet im Gegenzug die Fiktionswirkung des § 2 Absatz 1a Satz 2 keine Anwendung.
Die Bereichsausnahme der Nummer 1 erfasst auch die Zahlungsvorgänge, wo E-Geld nur innerhalb eines begrenzten Netzwerks durch einen Rahmenvertrag mit der ausgebenden Stelle verbundenen Händlern oder Dienstleistern für eine sachlich begrenzte Auswahl von Waren oder Dienstleistungen eingesetzt werden kann. Dabei handelt es sich beispielsweise um E-Geld, das auf Kundenkarten, Tankkarten, Mitgliedskarten, Fahrkarten, Essensgutscheine oder Gutscheine für Dienstleistungen (wie Kinderbetreuungsgutscheine oder Gutscheine für Sozialleistungssysteme zur Förderung der Ziele der Sozialgesetzgebung) gespeichert ist und für Zahlungsvorgänge eingesetzt wird (vgl. Erwägungsgrund 5 der Zweiten E-Geld-Richtlinie). Sobald sich jedoch der bestimmte Verwendungszweck dieser Instrumente zu einem allgemeinen Verwendungszweck ausweitet, ist diese Bereichsausnahme nicht einschlägig.

### Abgrenzung: Praxis
Der wichtigste praktische Anwendungsfall sind karten- oder servergestützte Guthaben, mit denen der Inhaber Reisetickets bei verschiedenen Unternehmen des Schienenfern- und Personennahverkehrs kaufen kann. Die Eindeckung mit Reisebedarf in einem typischen Bahnhofskiosk, der neben Tabak, Alkohol und Zeitschriften eine begrenzte Auswahl von Lebensmitteln als Reiseproviant anbietet, ist durch die Bereichsausnahme mit abgedeckt. Der Einkauf in den Supermärkten, Apotheken, Restaurants und Schreibwarengeschäften, die man in größeren Fernbahnhöfen findet, fiele dagegen nicht mehr unter die Bereichsausnahme. Je nach Lage des Falles kann auch die Annahme solcher Gelder als Einlagengeschäft im Sinne von § 1 Absatz 1 Satz 2 Nummer 1 KWG zu werten sein, das grundsätzlich nach § 32 Absatz 1 KWG unter Erlaubnisvorbehalt steht und unter den Voraussetzungen des § 3 Nummer 3 KWG sogar ohne die Möglichkeit eines Dispenses verboten ist.
Unter die Bereichsausnahme der Nummer 2 fallen Zahlungsvorgänge, die mittels E-Geld getätigt werden, die nur dazu dienen, Leistungen zu bezahlen, die ausschließlich über ein Telekommunikations-, ein Digital- oder IT-Gerät abgewickelt werden. Ob eine Bereichsausnahme vorliegt, ist eine Frage des Einzelfalles und von der Bundesanstalt zu entscheiden. Die Bereichsausnahme ist einschlägig, wenn der Betreiber eines solchen Systems der Ware oder Dienstleistung einen zusätzlichen immanenten Wert verschafft und damit nicht nur als zwischengeschaltete Stelle zwischen dem Zahlungsdienstnutzer und dem Lieferanten der Waren bzw. Dienstleistungen fungiert. Dies ist beispielsweise der Fall, wenn der Nutzer eines Mobilfunknetzes oder eines anderen digitalen Netzes die Zahlung direkt an den Netzbetreiber leistet und daher kein direktes Schuldner-Gläubiger-Verhältnis zwischen dem Nutzer und dem Lieferanten besteht (vgl. Erwägungsgrund 6 der Zweiten E-Geld-Richtlinie).
Die Regelung erfasst zum Beispiel digitalisierte Produkte (Klingeltöne, Hintergrundbilder, Musik etc.) und gesprächstherapeutische Leistungen über Telefon oder SMS, die zusammen mit Telefonleistungen auf der Basis von vorausbezahlten Guthaben bei Mobilfunkanbietern abgerechnet werden. Die so genannten prepaid-Guthaben, die der Kunde auf der Basis eines entsprechenden Rahmenvertrags bei den verschiedenen Mobilfunkanbietern beschaffen kann, können zwar die Voraussetzungen des elektronischen Geldes im Sinne des Absatzes 3 erfüllen, aber aufgrund der Bereichsausnahme unter Nummer 2 aus dem Anwendungsbereich dieses Gesetzes fallen. Je nach Lage des Falles kann auch die Annahme solcher Gelder als Einlagengeschäft im Sinne von § 1 Absatz 1 Satz 2 Nummer 1 KWG zu werten sein, das grundsätzlich nach § 32 Absatz 1 KWG unter Erlaubnisvorbehalt steht und unter den Voraussetzungen des § 3 Nummer 3 KWG sogar ohne die Möglichkeit eines Dispenses verboten ist.
Ob Rabattsysteme unter den Tatbestand des E-Geldes bzw. unter die Bereichsausnahme fallen, ist ebenfalls eine Frage des Einzelfalles. Diese fallen ausnahmsweise als lokal eingrenzbares Rabattsystem, das aufgrund seiner Sammelfunktion einen monetären Vorteil für den Endkunden bietet, unbeschadet seiner Bezahlfunktion nicht in den Anwendungsbereich dieses Gesetzes, selbst wenn die ausgeteilten Bonuspunkte unternehmensübergreifend als Zahlungsmittel eingesetzt werden. Derartige Programme dienen nicht nur als Mittel zur Kundenakquisition und -bindung, sondern haben auch eine Bezahlfunktion. Wenn die Ausgabe des E-Gelds im gesamten Geltungsbereich dieses Gesetzes erfolgt, fallen solche Rabattsysteme schon mit Rücksicht auf den Gläubigerschutz regelmäßig nicht mehr unter die Bereichsausnahme. Dies gilt auch für Systeme, in denen Akzeptanzstellen vorhanden sind, die ausschließlich als einlösende Stelle (ohne Herausgabe) der Werteinheiten tätig sind.
Eine Bereichsausnahme liegt ebenfalls nicht vor, wenn solche Bonuspunkte nicht anlässlich eines Warenkaufs oder der Bezahlung einer Dienstleistung anfallen, sondern außer-halb eines Warenkaufs oder der Inanspruchnahme einer Dienstleistung ausgegeben wer-den; sie bleiben E-Geld-Geschäft im Sinne dieses Gesetzes, selbst bei geringem Umfang greift die Bereichsausnahme nicht. Rabattsysteme, die sich dergestalt mit dem Verkauf von elektronischem Geld mischen, bleiben auch in Zukunft nur dann erlaubnisfrei, wenn sie insgesamt nicht unternehmensübergreifend als Zahlungsmittel anzusehen sind.

## Zahlungskonto
Zahlungskonten dürfen von Instituten nur geführt werden, wenn diese ausschließlich für Zahlungsvorgänge genutzt werden. Einlagen oder andere rückzahlbare Gelder, auch nicht auf der Basis der Ausgabe von Inhaber- oder Orderschuldverschreibungen, dürfen Institute nicht entgegennehmen, § 2 Abs. 1 ZAG. Guthaben auf Zahlungskonten, die bei einem Zahlungsinstitut geführt werden, dürfen nicht verzinst werden, § 2 Abs. 2 Satz 2 ZAG. Gleiches gilt für E-Geld und das Guthaben, das durch die Ausgabe des E-Geldes entsteht, § 2 Abs. 1a ZAG. Zudem ist es Zahlungsinstituten nicht gestattet, elektronisches Geld auszugeben, § 1 Abs. 1 i. V. m. § 2 ZAG. Wohingegen E-Geld-Institute nach § 8a Abs. 2 Nr. 1 ZAG auch Zahlungsdienste erbringen dürfen.

### Kredite
Nach § 2 Abs. 3 ZAG ist Instituten die Kreditvergabe im Zusammenhang mit den in § 1 Abs. 2 Nrn. 3 bis 5 ZAG genannten Zahlungsdiensten nur erlaubt, wenn folgende Voraussetzungen kumulativ vorliegen:
1. die Kreditgewährung ist Nebentätigkeit und erfolgt ausschließlich im Zusammenhang mit der Ausführung eines Zahlungsvorgangs,
2. die Rückzahlung erfolgt spätestens innerhalb von 12 Monaten,
3. der Kredit wird nicht aus Kundengeldern refinanziert.

Diese Vorgaben gelten für E-Geld-Institute mit der Maßgabe entsprechend, dass der Kredit auch nicht aus den für die Ausgabe von E-Geld entgegengenommenen und gehaltenen Geldbeträgen gewährt werden darf.

## Kapital
Nach § 9 ZAG haben Zahlungsinstitute in Abhängigkeit von der erbrachten Dienstleistung über ein Anfangskapital zwischen 20.000 und 125.000 Euro zu verfügen. So ist beispielsweise für das Betreiben des Finanztransfergeschäfts ein Anfangskapital in Höhe von 20.000 Euro vorzuhalten. Führt das Zahlungsinstitut hingegen Lastschriften, Überweisungen oder Kartentransaktionen aus, sind 125.000 Euro vorgegeben.
E-Geld-Institute müssen dagegen nach § 9a ZAG über ein Anfangskapital in Höhe von mindestens 350.000 Euro verfügen.
Neben einem Anfangskapital ist von Zahlungsinstituten eine laufende Kapitalausstattung (§ 12 ZAG) vorzuhalten, die in Abhängigkeit von den Transaktionsvolumina berechnet wird. Darüber hinaus sind Sicherungsmaßnahmen wie das „Ring Fencing“ (Trennung der Kundengelder von sonstigen Mitteln des Zahlungsinstituts) oder die Aufnahme von Versicherungen/Garantien zum Schutz der Kundengelder vorgesehen, § 13 ZAG. Für E-Geld-Institute gelten nach § 12a ZAG besondere Eigenkapitalanforderungen.

## Zulassung
Das Betreiben von Zahlungsdiensten bzw. dem E-Geld-Geschäft ist nur dann erlaubt, wenn das Institut zuvor eine Zulassung beantragt hat. Die Voraussetzungen der Zulassung sind in § 8 ZAG für Zahlungsinstitute und in § 8a ZAG für E-Geld-Institut geregelt und umfassen u. a. Folgendes:
- solide Unternehmenssteuerung,
- klare Organisationsstruktur,
- solide Verwaltungs- und Rechnungslegungsverfahren,
- Tätigkeitsprogramm des Zahlungsinstituts,
- Geschäftsplan mit Budgetplanung,
- Nachweis über das Anfangskapital,
- Qualifizierung der Geschäftsführung.

Ist die Zulassung von der BaFin erteilt worden, so gilt sie in allen Mitgliedstaaten der Europäischen Union und gestattet dem betreffenden Zahlungsinstitut auf der Grundlage der Dienstleistungs- oder der Niederlassungsfreiheit überall in der Gemeinschaft Zahlungsdienste zu erbringen, sofern die betreffenden Zahlungsdienste durch die Zulassung gedeckt sind.

## Weitere gesetzliche Regelungen
§ 7 ZAG enthält ein Diskriminierungsverbot, nach dem Regelungen des Zugangs zu Zahlungssystemen objektiv, nicht diskriminierend und verhältnismäßig sein müssen. Einschränkungen zur Absicherung bestimmter Risiken, wie beispielsweise Erfüllungsrisiko, operationelles Risiko und unternehmerisches Risiko, sowie zum Schutz der finanziellen und operativen Stabilität des Zahlungssystems sind jedoch zulässig. Unzulässig sind hingegen Beschränkungen, die auf den Status des teilnehmenden Instituts abstellen.
Artikel 2 des „Gesetzes zur Umsetzung der aufsichtsrechtlichen Vorschriften der Zahlungsdiensterichtlinie“ sah Änderungen des Kreditwesengesetzes vor. Da das bisher in definierte Girogeschäft wesentliche gemeinsame Schnittmengen mit den im Annex der Zahlungsdiensterichtlinie näher beschriebenen Zahlungsdiensten der Zahlungsinstitute aufweist, blieb das Girogeschäft als Bankgeschäft, so die Begründung zum Regierungsentwurf, nur erhalten, soweit dies die Durchführung des bargeldlosen Zahlungsverkehrs für das Scheck- und Wechselinkasso sowie das Reisescheckgeschäft betraf. D. h., der Begriff des Girogeschäfts wurde in § 1 Abs. 1 Satz 2 Nr. KWG gestrichen und durch die Begriffe Scheck- und Wechselinkasso sowie Reisescheckgeschäft ersetzt.
Darüber hinaus wurden in § 1 Abs. 1a Satz 2 KWG die Nummern 6 und 8 aufgehoben, da nach den Vorgaben der Zahlungsdiensterichtlinie das Finanztransfer- und das Kreditkartengeschäft zu den Zahlungsdiensten gehören und folglich durch Zahlungsinstitute angeboten werden können.
Im Zuge der Umsetzung der Zweiten E-Geld-Richtlinie und der Integration der diesbezüglichen Vorgaben in das ZAG ist auch das Kreditwesengesetz erneut angepasst worden. Denn E-Geld-Institute stellten bislang einen Spezialfall eines Kreditinstituts dar, so dass für das Betreiben des E-Geld Geschäfts eine KWG-Erlaubnis erforderlich war. Auf Grund der Integration der Vorschriften für E-Geld-Institute in das ZAG mussten die KWG-rechtlichen Vorgaben, die das E-Geld bislang regulierten, aus dem KWG herausgelöst werden.